# العلاقات الأوكرانية البرازيلية
العلاقات الأوكرانية البرازيلية هي العلاقات الثنائية التي تجمع بين أوكرانيا والبرازيل.

## مقارنة بين البلدين
هذه مقارنة عامة ومرجعية للدولتين:
| وجه المقارنة                                              | أوكرانيا                                   | البرازيل |
| --------------------------------------------------------- | ------------------------------------------ | --- |
| المساحة (كم2)                                             | 603.63 ألف                                 | 8.52 مليون |
| عدد السكان (نسمة)                                         | 45.55 مليون                                | 202.66 مليون |
| الكثافة السكانية (ن./كم²)                                 | 75.46                                      | 23.79 |
| العاصمة                                                   | كييف                                       | برازيليا، ريو دي جانيرو |
| اللغة الرسمية                                             | اللغة الأوكرانية                           | برتغالية برازيلية، Brazilian Sign Language ‏ |
| العملة                                                    | هريفنا أوكرانية، كاربوفانيتس، روبل سوفييتي | ريال برازيلي، كروزيرو ريال برازيلي ‏، كروزيرو البرازيلية (1990–1993)، البرازيلي كروزادو نوفو، كروزادو برازيلي، cruzeiro ‏، كروزيرو البرازيلية (1942–1967)، الريال البرازيلي (قديم) |
| الناتج المحلي الإجمالي (بليون دولار)                      | 112.15 مليار                               | 2.06 تريليون |
| الناتج المحلي الإجمالي (تعادل القوة الشرائية) بليون دولار | 352.98 مليار                               | 3.22 تريليون |
| الناتج المحلي الإجمالي الاسمي للفرد دولار أمريكي          | 2.11 ألف                                   | 8.54 ألف |
| الناتج المحلي الإجمالي للفرد دولار أمريكي                 | 8.66 ألف                                   | 15.89 ألف |
| مؤشر التنمية البشرية                                      | 0.747                                      | 0.754 |
| رمز المكالمات الدولي                                      | +380                                       | +55 |
| رمز الإنترنت                                              | .ua، .укр ‏                                 | .br |
| المنطقة الزمنية                                           | ت ع م+02:00، ت ع م+03:00، توقيت شرق أوروبا | |

## مدن متوأمة
في ما يلي قائمة باتفاقيات التوأمة بين مدن أوكرانية وبرازيلية:
- ترتبط كييف مع ريو دي جانيرو باتفاقية توأمة منذ 1995.[16][17][16][16]

## منظمات دولية مشتركة
يشترك البلدان في عضوية مجموعة من المنظمات الدولية، منها:
| علم المنظمة | اسم المنظمة                        | تاريخ انضمام أوكرانيا | تاريخ انضمام البرازيل |
| ----------- | ---------------------------------- | --------------------- | --------------------- |
|             | الاتحاد البريدي العالمي            | ?                     | ?                     |
|             | يونسكو                             | 12 مايو 1954          | 4 نوفمبر 1946         |
|             | البنك الدولي للإنشاء والتعمير      | 3 سبتمبر 1992         | 14 يناير 1946         |
|             | منظمة التجارة العالمية             | 16 مايو 2008          | ?                     |
|             | وكالة ضمان الاستثمار متعدد الأطراف | 19 يوليو 1994         | 7 يناير 1993          |
|             | نظام تحكم تكنولوجيا القذائف        | 1998                  | 1995                  |
|             | منظمة الشرطة الجنائية الدولية      | ?                     | ?                     |
|             | الاتحاد الدولي للاتصالات           | 7 مايو 1947           | 4 يوليو 1877          |
|             | مؤسسة التمويل الدولية              | 18 أكتوبر 1993        | 31 ديسمبر 1956        |
|             | الأمم المتحدة                      | 24 أكتوبر 1945        | 24 أكتوبر 1945        |
|             | مجموعة الموردين النوويين           | ?                     | ?                     |
|             | مؤسسة التنمية الدولية              | 27 مايو 2004          | 15 مارس 1963          |
|             | الفريق المعني برصد الأرض           | ?                     | ?                     |
|             | منظمة حظر الأسلحة الكيميائية       | ?                     | ?                     |

## أعلام
هذه قائمة لبعض الشخصيات التي تربطها علاقات بالبلدين:
- أنجيلكا (ممثلة برازيلية، 30 نوفمبر 1973[25] – )
- رافائيل سوبيس (لاعب كرة قدم برازيلي، 17 يونيو 1985[26] – )
- مارلوس (لاعب كرة قدم برازيلي، 7 يونيو 1988[27] – )

## وصلات خارجية
- موقع وزارة الخارجية الأوكرانية
- موقع وزارة الخارجية البرازيلية